# Habib Diallo
Habib Diallo (Thiès, 18 de junho de 1995) é um futebolista profissional senegalês que atua como atacante, Atualmente joga no Al-Shabab.

## Carreira
Habib Diallo começou a carreira no Metz.

## Títulos
Seleção Senegalesa
- Campeonato Africano das Nações: 2021